# Revivim
Revivim (hébreu : רְבִיבִים, litt. « Averses (de pluie) ») est un kibboutz, laïc, situé dans le désert du Néguev, dans le sud d’Israël.

## Histoire
Le Kibboutz est créé en juillet 1943 par d’anciens habitants de Rishon LeZion, et les premiers volontaires viennent des anciennes communautés juives d'Autriche, d'Italie et d'Allemagne. ; Ils sont   membres de l'organisation sioniste de tendance socialiste Hanoar Haoved Véhalomed. Situé à environ une demi-heure au sud de Beer-Sheva, il relève de la juridiction du Ramat HaNegev Regional Council (en). En 2019, elle comptait 1075 habitants.
Les premiers volontaires sont considérés comme les pères fondateurs de la région. Revivim a été initialement créé comme une expérience agricole pour étudier la terre et le climat afin d’améliorer les méthodes de travail et d’augmenter la production.

## Activités du kibboutz
L’économie de Revivim est basée sur l’agriculture, y compris les oliveraies, une grande ferme laitière et une écloserie de poulets.

## Personnalités
- Golda Meir, ancienne ministre et premier ministre d'Israël, pour sa retraite.
- Dan Bar-On,  Psychologue.

## Publication
- Danièle Weiller Médioni, Revivim : Regards sur un kibboutz du Néguev, PC éditions, 2006, 204 p. (ISBN 978-2-9126-8351-9)